# Vibenshus Runddel (métro de Copenhague)
Vibenshus Runddel est une station de la ligne 3 du métro de Copenhague située sur la commune de Copenhague.

## Situation
Vibenshus Runddel est desservie par la ligne 3 du métro de Copenhague. Cette station souterraine se trouve entre Skjolds Plads et Poul Henningsens Plads.

## Histoire
La station Vibenshus Runddel a ouvert au public le 29 septembre 2019 à l'occasion de la mise en service de la ligne 3 du métro de Copenhague.

## À proximité
- Quartier d'Østerbro
- Fælledparken
- Parken stadium